# 霊岩郡

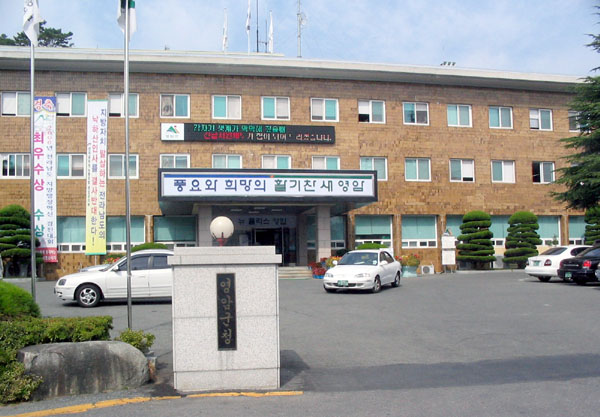
霊岩郡庁

霊岩郡（ヨンアムぐん/れいがんぐん）は、韓国全羅南道にある郡。2邑9面を有する。王仁のゆかりの地としており、毎年桜の咲く時期に王仁文化祭を開催している。

## 歴史
百済の月奈郡。新羅に統一された後、景徳王の17年（758年）、漢風に霊岩郡と改称された。
高麗時代には成宗の15年（995年）に浪州安南都護府が置かれたが、1018年に再度霊岩と改称された。朝鮮時代には霊岩郡は南海岸の島々を管轄していた時期もあったが、縮小し現在の範囲となった。
1979年5月1日に霊岩面が霊岩邑に昇格、2003年5月1日に三湖面が三湖邑に昇格し、これにより郡内の行政は2邑9面となった。
- 1895年6月23日 - 羅州府霊岩郡に改編。[2]
- 1896年8月4日 - 全羅南道霊岩郡に変更。[3]
- 1914年4月1日 - 郡面併合により、昆二始面の一部が海南郡に編入。霊岩郡に以下の面が成立。[4]（11面）
  - 霊岩面・北一始面・北一終面・始終面・郡西面・昆一始面・昆一終面・昆二始面・昆二終面・金井面・新北面

| 朝鮮総督府令第111号      |            |
| 旧行政区域               | 新行政区域 |
| 郡始面、郡宗面           | 霊岩面     |
| 西始面、西終面           | 郡西面     |
| 金磨面、元正面           | 金井面     |
| 北二始面、命山面、終南面 | 始終面     |
| 北二終面、非音面         | 新北面     |
- 1931年4月1日 - 「始・終」で終わる面について、次のように改名。[5]（11面）
  - 北一始面→徳津面
  - 北一終面→都浦面
  - 昆二始面→鶴山面
  - 昆二終面→西湖面
  - 昆一始面→美岩面
  - 昆一終面→三湖面
- 1973年7月1日（11面）
  - 郡西面松坪里が霊岩面に編入。
  - 金井面龍山里が新北面に編入。
- 1979年5月1日 - 霊岩面が霊岩邑に昇格。[6]（1邑10面）
- 2002年1月30日 - 三湖面に西部出張所が設置され三浦里・龍塘里を管轄。
- 2003年5月1日 - 三湖面が三湖邑に昇格。[7]（2邑9面）

## 行政

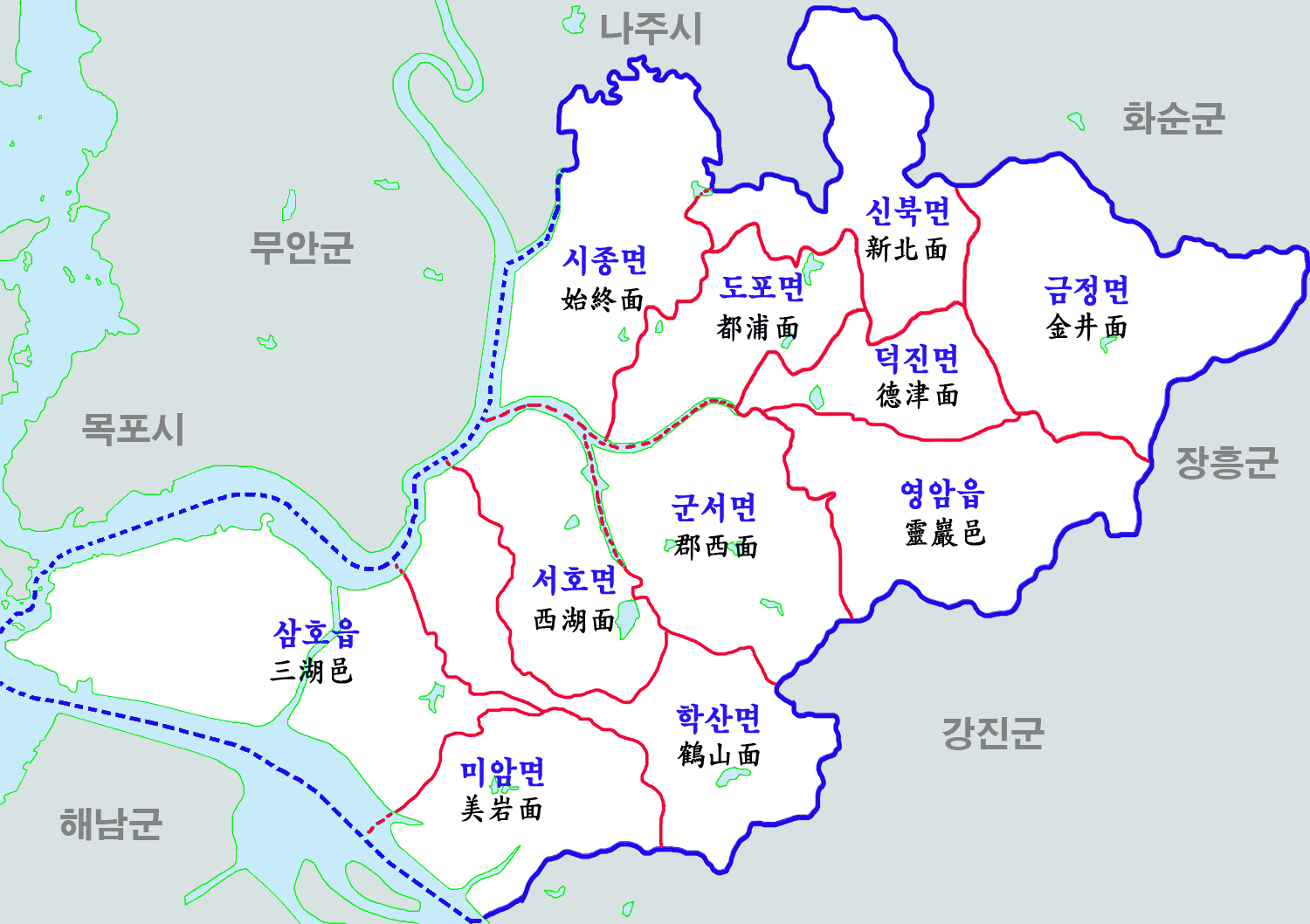
行政区域図

### 行政区域
| 邑・面 | 法定里 |
| ------ | --- |
| 霊岩邑 | 開新里、校洞里、南豊里、農徳里、大新里、東武里、望湖里、西南里、松平里、駅里、龍興里、場岩里、春楊里、学松里、寒大里、会門里 |
| 三湖邑 | 龍仰里、三浦里、蘭田里、龍塘里、羅仏里、山湖里、西湖里、東湖里、望山里、西倉里                                               |
| 徳津面 | 錦江里、老松里、徳津里、栢渓里、永嶝里、永保里、龍山里、雲岩里、長善里                                                       |
| 都浦面 | 九鶴里、徳化里、都浦里、鳳湖里、聖山里、水山里、永湖里、元項里                                                               |
| 始終面 | 内洞里、九山里、鳳巣里、臥牛里、月松里、泰澗里、万樹里、月弄里、錦池里、月岳里、新興里、新燕里、沃野里、新鶴里               |
| 郡西面 | 道岬里、道長里、東鳩林里、東湖里、馬山里、茅亭里、西鳩林里、省陽里、羊場里、月谷里、海倉里                                   |
| 美岩面 | 南山里、斗億里、美岩里、仙皇里、新浦里、新漢里、採芝里、春洞里、好浦里                                                       |
| 鶴山面 | 金渓里、犢川里、梅月里、墨洞里、上月里、新徳里、龍山里、龍沼里、隠谷里、鶴渓里                                               |
| 西湖面 | 錦江里、夢海里、聖才里、蘇山里、双豊里、奄吉里、長川里、青龍里、太白里、華松里                                               |
| 金井面 | 南松里、細柳里、双孝里、鴉川里、安老里、蓮宝里、燕巣里、臥雲里、龍興里、月坪里、青龍里                                       |
| 新北面 | 葛谷里、金水里、明洞里、茅山里、両渓里、龍山里、月池里、月坪里、酉谷里、梨泉里、長山里、鶴洞里、杏亭里                       |

### 警察
- 霊岩警察署

### 消防
- 霊岩消防署（三湖邑にある）

### 軍事
- 韓国海軍 第3艦隊司令部
- 韓国海軍 第6航空戦団隷属 第609教育訓練戦隊

（どちらも三湖邑にある）

## 交通

### 鉄道
- 大仏線（貨物線、2004年開通）：大仏駅

旅客鉄道路線は通っていない。

### バス
- 霊岩市外バスターミナル
  - 　高速バスはソウル高速バスターミナルまで1日5便。所要時間4時間40分。
  - 　市外バスは光州行きが20～30分間隔。木浦・馬浦面行きが20分間隔など

### 国道
- 国道2号
- 国道13号線 (韓国)（朝鮮語版）
- 国道23号

### その他
- 木浦空港 - 務安国際空港開港に伴い民間路線は廃止された。現在は韓国海軍の専用飛行場である。

## 経済
木浦市に隣接する三湖邑に現代三湖重工業（旧・漢拏重工業）が本社および大型造船所を置く。大仏国家産業団地も同じく三湖邑に置かれており、主に現代三湖重工業の下請けを担う中小企業が密集している。
そのため同企業の所在地の三湖邑、および通勤者が多く居住する木浦市は現代三湖重工業の企業城下町とも言える。

## 観光
- 月出山国立公園
- 韓国インターナショナルサーキット

上記の韓国インターナショナルサーキットを中心とした大規模な都市計画を打ち出しており、同グランプリの主催者兼運営者である「韓国オート・バレー・オペレーション」（Korea Auto Valley Operation = KAVO）は、2021年までにサーキット一帯をモータースポーツと観光を主体とした都市に発展させる構想を持っており、この都市計画の総額は16億7,000万ドル（約1,357億円）と言われている。周辺の都市計画化工事は2011年後半に施工開始を予定している。